# 和時計

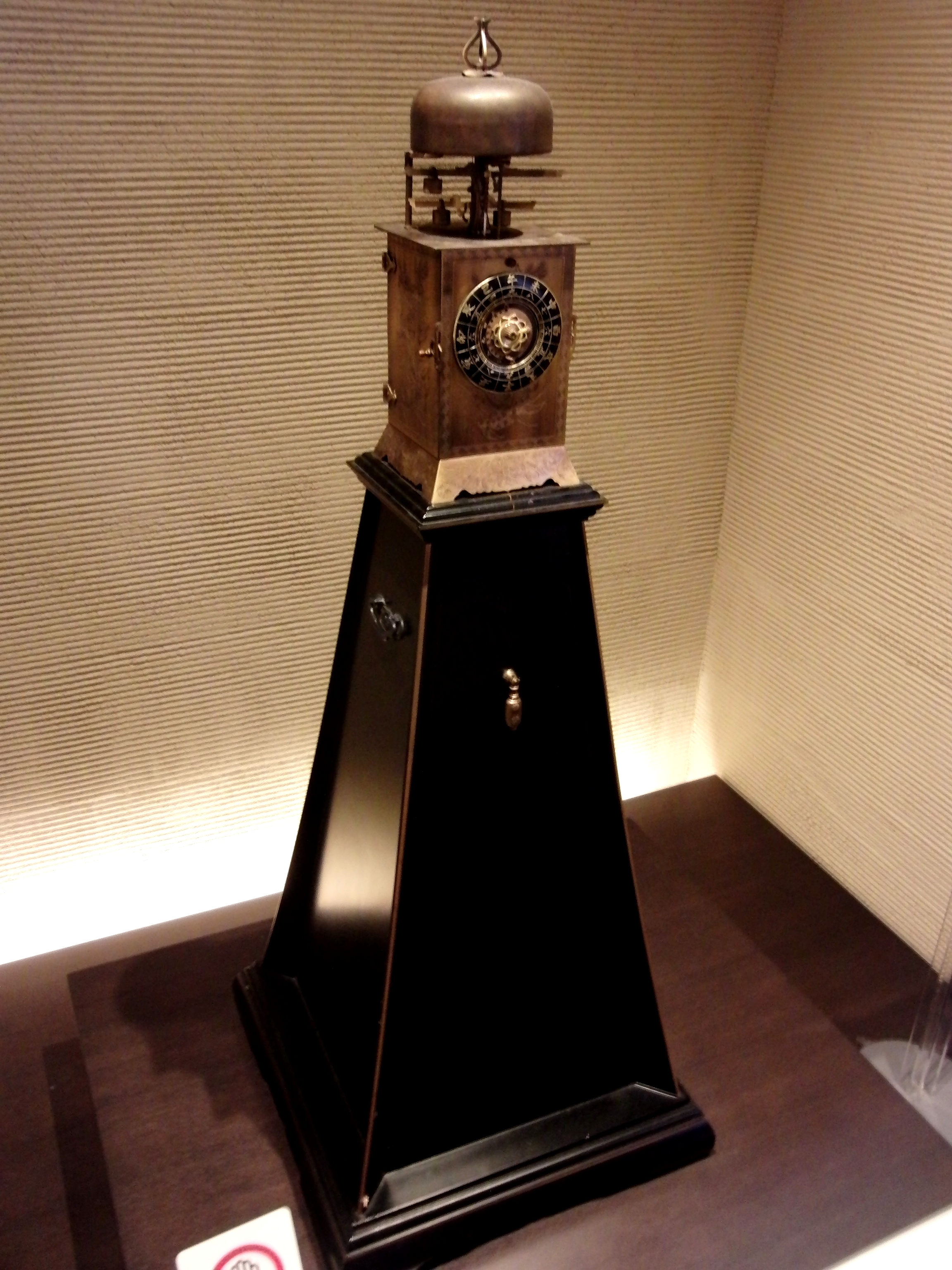
二挺天符式の和時計。四角錐形の台があることから、この形式の和時計を「櫓時計」という。

和時計（わどけい）とは、日本の江戸時代から明治初期にかけて製作・使用された時計のこと。不定時法を用いるための機構を持つ世界でも珍しい時計である。昔時計、日本時計、大名時計とも呼称する。明治6年（1873年）を以って日本は定時法へ移行したことにより、その実用的使命を終えた。

## 概要
現在一般の時計が1日を24等分した定時法を原則としているのに対し、和時計は季節によって変化する昼と夜をそれぞれ6等分した不定時法を前提として製作されている。つまり昼の一刻と夜の一刻は、季節によって長さが互い違いに増減することになる。この場合「日の出」と「日の入り」が基準ではなく、日の出前の白々と夜が明ける「薄明」と、日が暮れて人の顔がよくわからなくなる「誰そ彼」（たそがれ）が基準だった。一般的には、日の出の約30分前と日の入りの約30分後が、昼と夜の境とされた。但し和時計の場合、そうした一刻の季節変化を日々の厳密な変化として表示させるのは困難なので、二十四節気に合わせて15日毎に、一刻の長さを調整するようにしていた。
和時計の時刻表示方法としては、時間の遅速を調整する棒天符の錘りを昼と夜で日々掛け替え、かつ15日ごとに一刻の季節変化を調整して表示する「二挺天符」型と、文字盤の文字が描かれたプレートの間隔を15日ごとに変えて時間を表示する「割駒式文字盤」型の2種類がある。1600年代中頃に二挺天符式が登場する前は、一挺天符式の和時計が製作・使用されていた。和時計は江戸時代を通じて改良や技術開発が進み、1800年代半ばには完成形とも言える自動割駒式へと進化した。一挺（1本）の天符では毎日昼と夜の境である「明六つ」と「暮六つ」に錘りの掛け替えが必要であり、手間がかかるので、のちに昼用と夜用の二挺（2本）の棒天符を時計に組み込み、明六つと暮六つに自動的に昼用の天符と夜用の天符が切り替わる「二挺天符」型が発明された。こうすれば毎日2回の錘りの掛け替えは不要となり、15日ごとの掛け替えだけで済む。「割駒式文字盤」型は、時計の速度は変えないが文字盤の時刻表示が動くように作り、それを15日ごとに動かして昼夜の間隔を変える方式である。なお和時計の二挺天符はどちらか一方が動いている間、片方は止まっているので、時代劇において両方が同時に動いているのは誤りである。

## 歴史

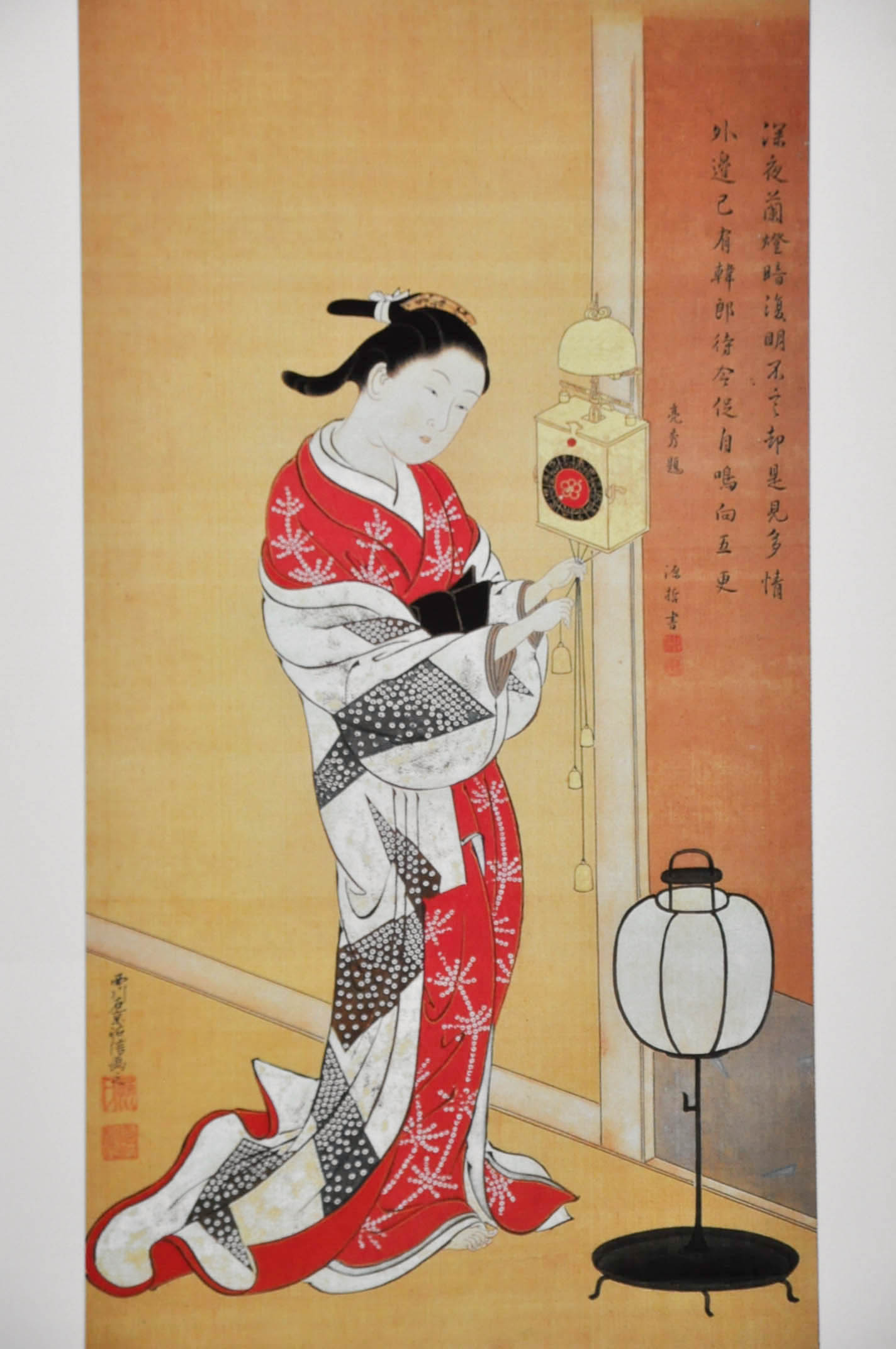
西川祐信（1671 - 1750）の描いた浮世絵。一挺天符式の和時計（掛時計）がほぼ正確に描かれている。

日本への機械式時計の伝来は天文12年（1543年）、ポルトガル人による鉄砲伝来と時期を同じくすると言われるが、文献上で確認できる初出としては『大内義隆記』の天文20年（1551年）、スペインの宣教師フランシスコ・ザビエルが大内義隆に「自鳴鐘」（じめいしょう）を献上したというものである。また現存する最古の伝来品としては、慶長16年5月25日（1611年7月5日）にスペイン国王フェリペ3世からフィリピン総督救助の礼として徳川家康に贈られた徳川家康の洋時計と言われるゼンマイ動力のランタン時計 (Lantern clock) が久能山東照宮に伝わっている。これは前国王フェリペ2世のお抱え時計師ハンス・デ・エバロによって1581年に製作されたものとされ、現存しているハンス・デ・エバロ製作の時計はエル・エスコリアル宮殿にある1583年製のもの他1個のみと言われている。しかし外国から伝来した時計は定時法の時間を計るように作られており、当時の日本は不定時法を用いていたので実用性が無く、ステータスシンボルとしての要素が強かった。
こうしたヨーロッパからもたらされる時計を倣製しつつ、やがて日本の風土と習慣にあわせ独自の改良と仕掛けを盛込んだ機械式時計、すなわち和時計が発明された。
日本人の手による機械式時計に関しては、その起源は明らかになっていない。天保3年（1832年）に編纂された『尾張志』には、「徳川家康が朝鮮より献上を受けた自鳴磐（とけい）の破損を修復できる技術者を探したところ、細工事を好む鍛冶職人の津田助左衛門が修理し、さらに同じものを製作して献上した」という記述があり、この津田助左衛門という人物を日本時計師の元祖であると伝える。平成の現代において和時計製作・復元に携わった堺鉄砲研究会の澤田平は、同時期に伝来した鉄砲の製作と普及速度から、日本人による機械時計の製作もそれに近い年代には確立していたであろうと推察している。実物では記銘から製作年月が判明している最古の和時計として延宝元年（1673年）の「時計屋左兵衛」のものがあり、また二挺天符式として現存する最古の和時計には安永2年（1773年）と「京都四条通堺町住荒木大和 改名政之丞作」の銘がある。二挺天符式の時計がいつごろ発明されたのかは明らかではないが、元禄の頃には既に存在していたという。

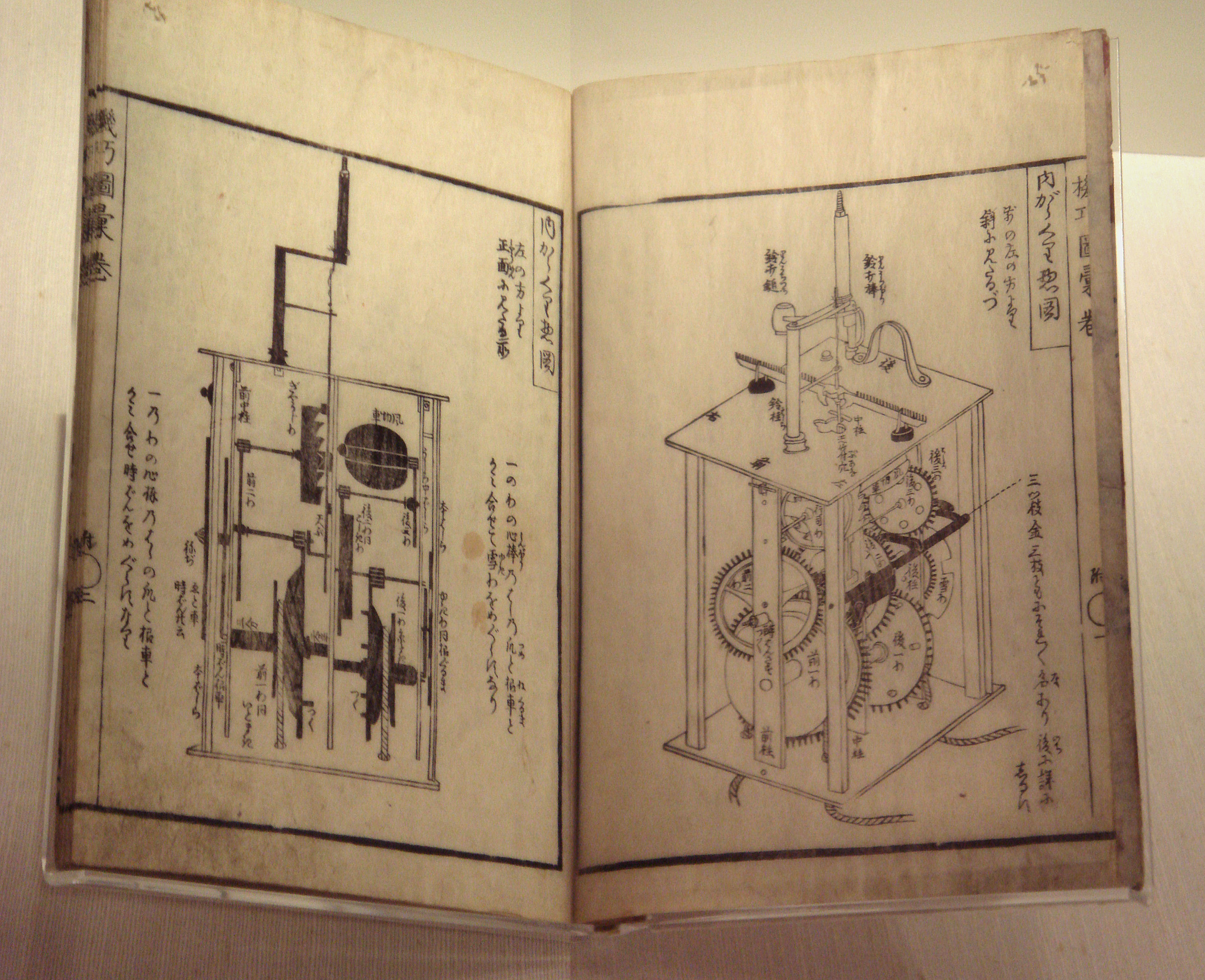
『機巧図彙』　首巻にある和時計の内部構造を解説した部分。

和時計については確かな文献資料がほとんど無く、和時計が作られ始めたと見られる年代から遥か後の寛政9年（1796年）に、細川半蔵著の『機巧図彙』が刊行されている。この書物は茶運び人形をはじめとするからくり人形を解説したものとして知られているが、その首巻には和時計の機構や製作について記されており、当時の和時計の解説書としても現存唯一のものである。
当時、時計は高級品であり、たいていは大名や豪商など富裕層が所持していた。本体や歯車をはじめとする機構は鉄または真鍮で作られ、美麗な彫金の装飾が施されたものも多かった。また種類も多様で（掛時計、櫓時計、台時計、尺時計、枕時計、卦算時計、印籠時計、懐中時計など）、現在で言うアラームやからくりを備えたものもあった。また星宿（当時認識されていた星座）を組み合わされた時計もあった。
貞享5年（1688年）に刊行された井原西鶴の『日本永代蔵』の挿絵には櫓時計が見られる。比較的機構が簡単な和時計として尺時計がある。これは短冊形の箱の上部に時計のムーブメントを取り付け、動力の錘りに付けられた針が、箱の下部前面にある時刻の目盛を指す。長さが1尺（30.3cm）ほどだったのでこの名がついたが、2尺や4尺になる寸法のものも作られている。これら和時計の構造に驚いたオランダ商館長イサーク・ティチングが入手を試みたが、余りにも高価だったので購入をあきらめたという記録がある。
幕末から明治初期にかけては、定時法と不定時法の両方に対応した和洋折衷の時計も製作された。割駒式文字盤の方式であれば、文字盤の表示の工夫で簡単に両者に対応できた。田中久重作の万年時計こと「万年自鳴鐘」は和洋折衷時計の究極と言えるもので、機構全体のタイムキーパー役として西洋製の懐中時計を組み込んで定時法の表示をする一方で、和時計部分には、季節による昼夜一刻の変化を割駒の間隔の自動変更で行う機構が組み込まれている。常陸国の名主・飯塚伊賀七は、高さが2mある大型の和時計を製作し、朝と夕に太鼓や鐘を自動的に鳴らして町の人に時を知らせるとともに、飯塚家の門扉を自動で開閉させたといわれる。

## 終焉
明治5年（1872年）12月3日、明治政府は太陽暦に基づきこの日を明治6年（1873年）1月1日と定め、時刻も定時法への全面移行を実施した。さらにアメリカから無関税でボンボン時計と呼ばれる定時法時計が大量に輸入され、和時計はその使命を終えた。各藩所属の時計師たちは禄を失ったものの、定時法時計の構造が和時計に比べ単純であることを発見した彼らが洋式時計製作に転換することは容易だった。日清戦争の頃には日本国内から輸入時計を駆逐し、明治35年（1902年）頃にはアメリカ製に替わってアジア市場を席巻するに至った。
実用性は無くなったが、現存している和時計は鑑賞・展示や研究、修理の対象となっている。愛好家向けに置時計や腕時計が制作されることもある。

## ギャラリー

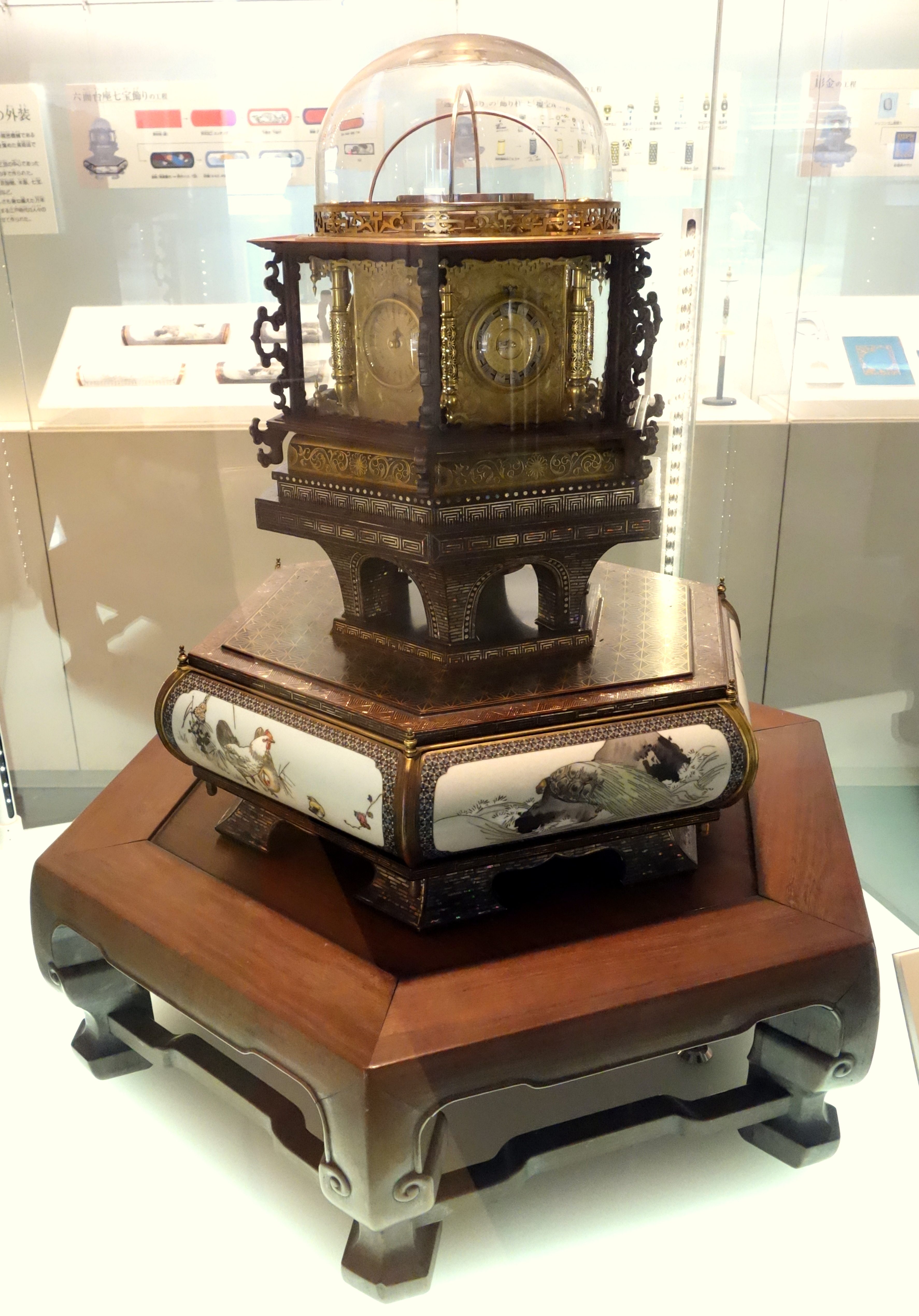
田中久重作「万年自鳴鐘」（万年時計）。
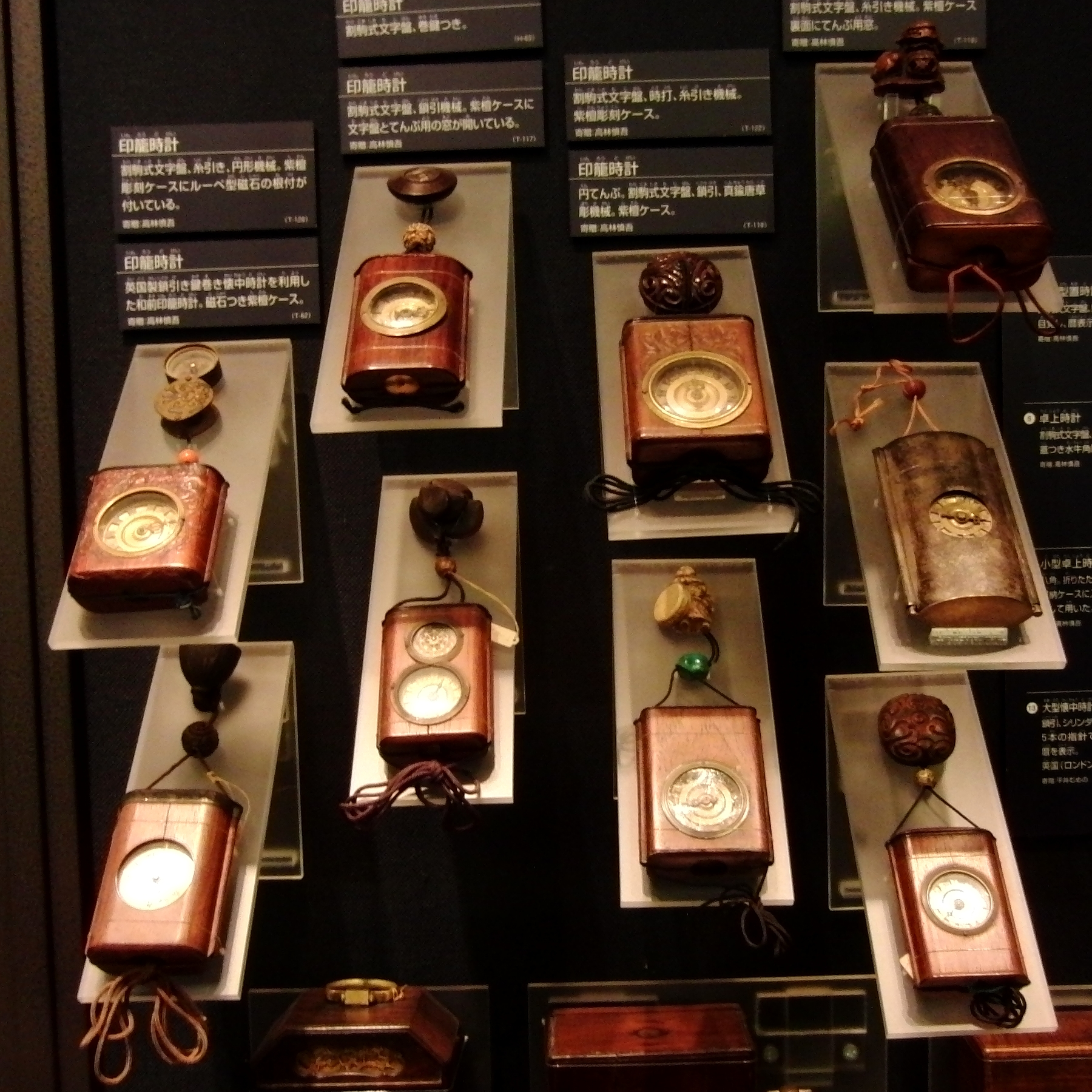
印籠時計（国立科学博物館の展示）。
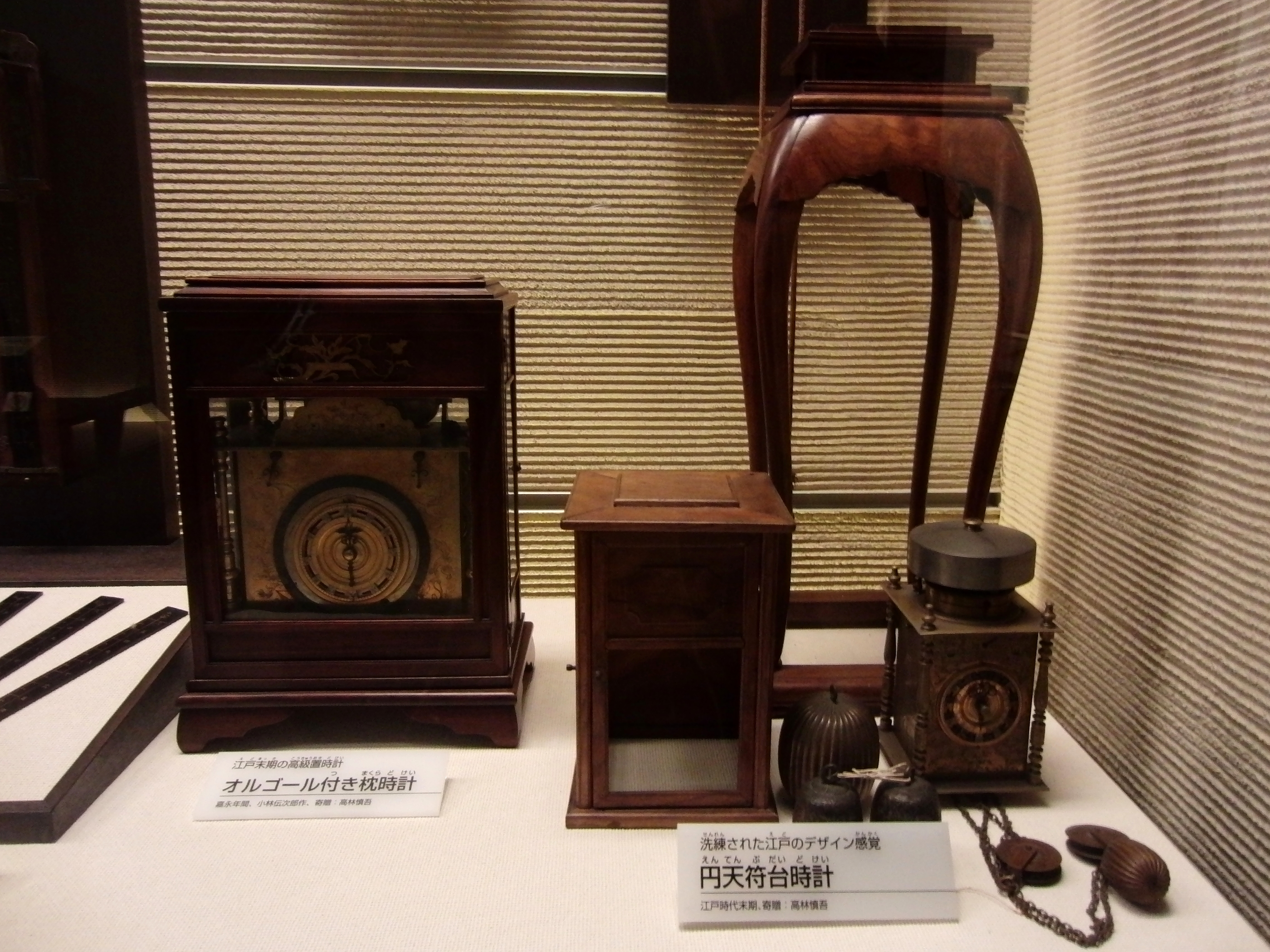
オルゴール付き枕時計（左）と円天符台時計（右）。
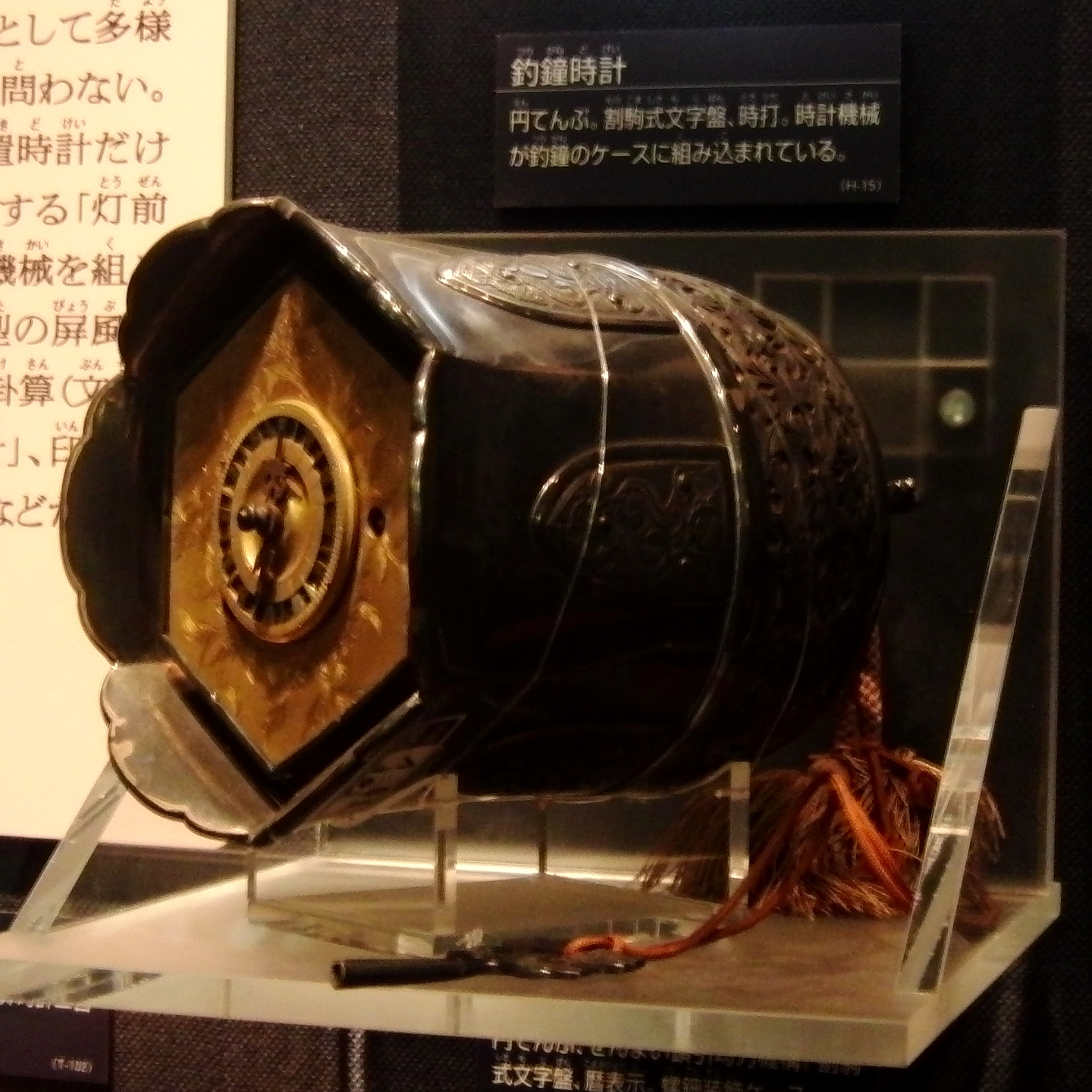
釣鐘時計。
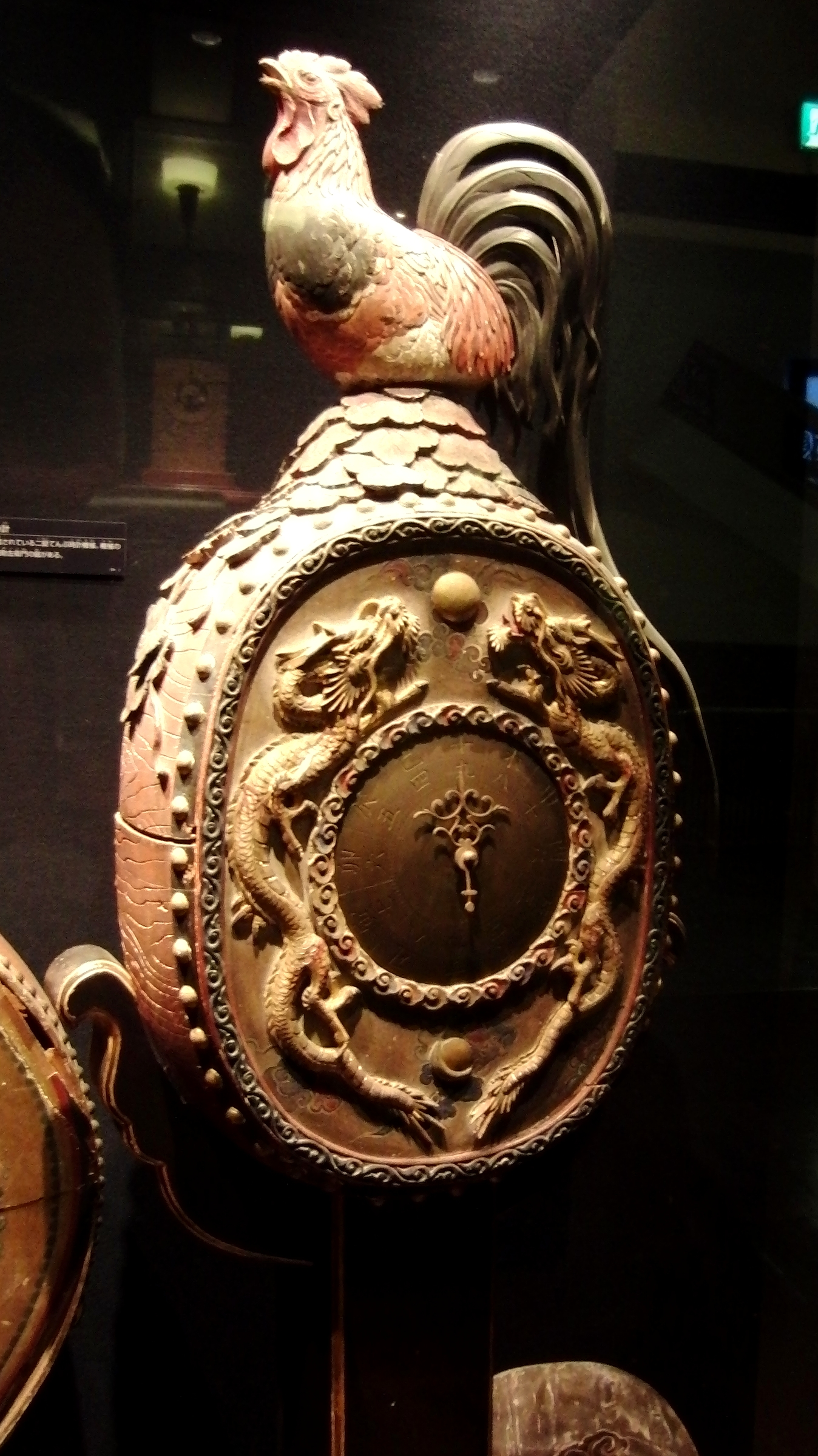
太鼓時計。
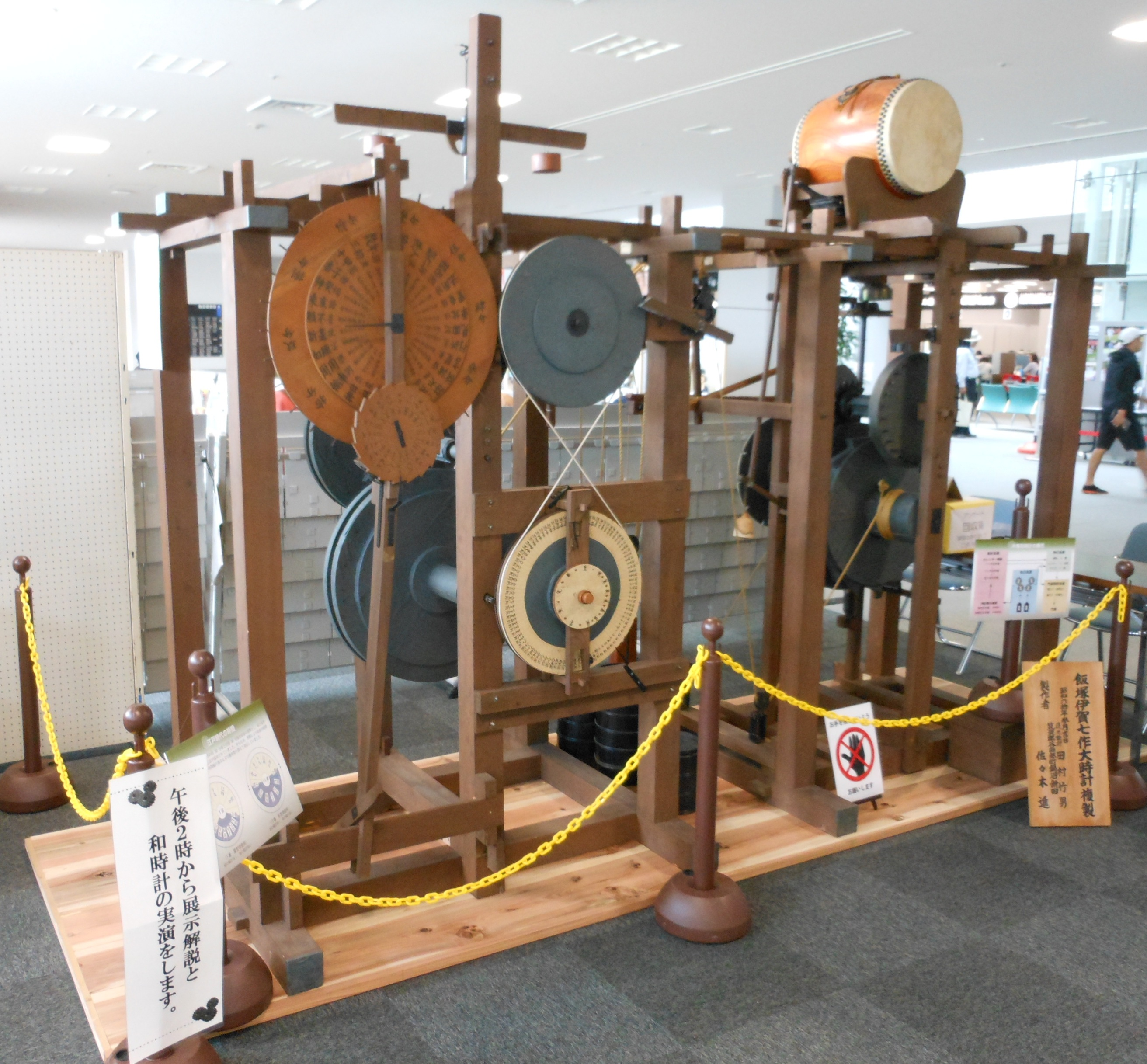
飯塚伊賀七の和時計（復元品）。